# 中医药的科学性问题
中醫的科學性問題，是指受現代醫學所影響下的現代中醫學，其是否符合現代之世界主流醫學的科學標準的問題。在19世紀以後，伴隨來自於西方歐美等國自然科學的傳入，東亞的中醫便因此受到相當大的挑戰與衝擊。這亦導致东亚及东南亚地区（中国大陆、日本、韓國、臺灣等地），若干傾心於西方化和現代化的知識分子各自開展了「中醫是否為科學？」的問題討論；而歐美的學者，亦對此類問題深感興趣。由此直至21世紀，世界各國中對該問題的討論活動，仍然方興未艾。

## 問題焦點
傳統上中醫不實行大規模雙盲實驗，中醫的理論架構沒有可證偽性的關係，故一般並不將中醫視為科學。而傳統中醫發展的時候，微生物、細胞、基因及有機分子沒有被發現，因此難以用科學的方法解釋疾病。
在现代科学发展到分子生物学的今天，许多中医概念仍没有找到对应的实物证据，因而被怀疑。如：气、经络、穴位、阴阳五行、寒热湿气等。亦有說法指出經絡和穴位已找到，用電可查探。

## 廢除中醫派
有聲音認為应當「廢醫驗藥」，亦即不只是中醫的理論有問題，連中藥的療效都有被誇大、神化之嫌，因此除廢棄中醫理論，還應當嚴格地檢驗中藥療效的可靠性與客觀性。代表人物为方是民，代表作为《批判中医》。另有极端派别认为应当“废医废药”，推動中醫中藥退出國家醫療體制，回歸民間，代表人物为张功耀。

## 檢驗中醫術語與西醫對應程度派
杜聰明先生對中醫（漢醫學）的看法是實驗治療學而非廢醫驗藥（廢醫存藥），他說「像它（漢醫學）以哲學理論來進行病理的解說，由現代科學的角度來看，實在不得不說是極其幼稚的。由實際的角度而言，非常明顯地，它的解說和方法是一定無法應用到現代醫學上的，而且絕對沒有這種需要。是以，我所感到有興趣的問題是，對於西醫臨床專家做出正確診斷後的每一個疾病，漢醫會如何地試著解說？或者應當給予什麼病名？究竟那是全然錯誤的解說呢？還是說，即便解說是錯誤的，在實際治療時，難道就完全沒有任何助益嗎？在這些之外，在漢醫的醫經學中還有下列具體的例子，像是關於人身血脈經絡骨髓的記述，疾病的陰陽表裡虛實寒熱，症狀的淺深劇易緩急新故氣火、還有風寒暑濕燥火這六門等等的術語，究竟相當於現代醫學理的什麼意義？作為診斷學的話，望聞問切發展到什麼程度了？在脈學上，脈的浮沈、乃至緩緊、遲數、滑濇等分類的價值，漢醫病名與現代醫學的病名之間的對照與比較。
換言之，要系統地研究並科學地批判漢醫法的病理論、醫理論、症候論與診斷學， 以此來提供整理漢醫學的實際資料。」並且在抗生素尚未普及的時代背景，他說:「恐怕在霍亂及黑死病的治療方面，漢醫的處方是任何人都可以治療的，可是一個堂堂的西醫大國手卻只能夠束手旁觀，患者幾乎都是死掉的。」